# Enzo Moser
Enzo Moser (Palù di Giovo, 5 de novembre de 1940 - 25 de juliol de 2008) va ser un ciclista italià, que fou professional entre 1962 i 1967. Fou el primer vencedor del Giro del Trentino, el 1962.
Forma part d'una família de ciclistes, amb els seus germans Aldo, Diego i Francesco Moser i tiet Leonardo Moser tots ells ciclistes professionals.
El 1964 va dur la maglia rosa del Giro d'Itàlia durant dues etapes.

## Palmarès
- 1961
  - 1r al Trofeo Alcide de Gasperi
  - 1r al Trofeo della Repubblica
  - 1r al Memorial Dal Prà
- 1962
  - 1r al Giro del Trentino

### Resultats al Giro d'Itàlia
- 1963. 22è de la classificació general
- 1964. 22è de la classificació general. Porta la maglia rosa durant 2 etapes
- 1965. 27è de la classificació general